# Прича Синухеа
Прича Синухеа (енгл. Story of Sinuhe) је староегипатски текст датиран око 2000. пре н.е. Сматра се претечом авантуристичког романа у светској књижевности.

## Композиција
Прича о Синухеу већ има све елементе авантуристичког романа: главни јунак је бачен у свет и принуђен да се, потпуно сам, бори за живот. Кроз безброј епизода, тражи благо, правду, љубав и срећу, и до краја, његов лик се развија и трансформише. Његова авантура омогућава читаоцима да, на лак и забаван начин, упознају различитост места и људи.
Прича о Синухеу је један од најзначајнијих текстова староегипатске књижевности, који сведочи колико је стар романескни жанр.